# Esquirol llistat de peus grisos
L'esquirol llistat de peus grisos (Neotamias canipes) és una espècie de rosegador de la família dels esciúrids. És endèmica dels Estats Units, el seu hàbitat natural són els boscos temperats. sent originaris de les serralades muntanyoses del sud-est de Nou Mèxic, en indrets com ara les serralades de Sacramento, Boscos nacionals de Cibola, i les muntanyes de Jicarilla. També es troben a les cadenes muntanyoses de Texas com les muntanyes de Guadalupe a la regió Trans-Pecos.
Aquests esquirols es troben principalment a cotes d'entre 1.600 i 3.600 m, tot i que s'han registrat a cotes més baixes. Són omnívors, amb una dieta consisteix en glans, llavors d'avet Douglas, groselles espines, bolets, baies d'enebre i insectes. A finals d'estiu i tardor, els esquirols de peus grisos consumeixen principalment gla per a la hibernació, però no solen guanyar pes. En comptes d'això, depenen de glans i altres llavors (Abies, Picea, Pinus) per sobreviure a l'hivern.
Tenen una grandària mitjana, 65-75 g i 237 mm; sent el mascle lleugerament més gran que la femella. Són animals tímids, per la qual cosa al primer senyal de perill s'escapoliren a un matoll, es ficaren a un orifici a la terra o pujaren un arbre.